# Купер, Арчибалд Скотт
Арчибалд Скотт Купер (англ. Archibald Scott Couper) (31 марта 1831, Керкинтиллох — 11 марта 1892, там же) — шотландский химик, предложивший одну из первых теорий химического строения и связи. Он предложил концепцию о четырехвалентных углеродных атомах, связанных вместе в большие молекулы, а также доказал, что порядок связи атомов в молекуле может определять его химические свойства.

## Жизнь и деятельность
Купер был единственным выжившим сыном богатого владельца текстильной фабрики близ Глазго. Он учился в университетах Глазго и Эдинбурга и с некоторыми перерывами в Германии в течение 1851-54 годов. Формально он начал исследования по химии в Берлинском университете в конце 1854 года, затем в 1856 году приехал заниматься в частную лабораторию Адольфа Вюрца Медицинского Факультета в Париже (сейчас Университет Париж Декарт).
Купер опубликовал свою «Новую химическую теорию» на французском языке в сжатой форме 14 июня 1858 года, а затем более подробный вариант одновременно на французском [1] и английском в августе того же года. Идея Купера о том, что углеродные атомы могут соединяться друг с другом в соответствии с правилами валентности, была высказана независимо от Августа Кекуле, предложившего те же понятия (о четырехвалентности углерода Кекуле говорил ранее, в 1857). Однако, из-за разногласий с Вюрцем, статья Купера появляется в печати позже, чем работа Кекуле (последний опубликовал её в мае 1858 [2]), поэтому именно Кекуле считается первым, кто высказал идею о возможности углеродных атомов соединяться друг с другом. Когда Купер высказал Вюрцу сердитые упрёки, тот исключил его из своей лаборатории.
В декабре 1858 года Купер получил предложение на должность ассистента в Университете Эдинбурга. Однако, его здоровье после полученного удара стало ухудшаться. В мае 1859 года у него случился нервный срыв, и он попал в частную клинику. Выписавшись в июле того же года, он почти сразу же пострадал от рецидива – это было связано с получением солнечного удара – и лечился опять до ноября 1862 года. Его здоровье было подорвано, и он больше не смог заниматься серьёзной научной работой. Последние 30 лет своей жизни он посвятил заботе о матери [3,4].

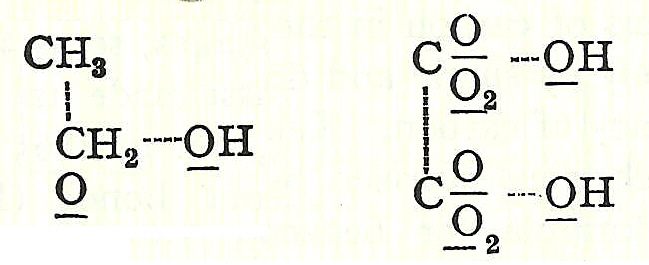
обозначение молекулярных структур спирта и щавелевой кислоты, 1858 год

Исследования Купера отличались от идей Кекуле по нескольким пунктам. Купер предложил идею о двухвалентном углероде, которой не было у Кекуле. Он привел больше правильных формул, чем у Кекуле в своей статье, и даже в двух случаях предложил гетероциклические формулы, которые возможно повлияли на будущие работы Кекуле с бензольным кольцом. Купер принял за атомный вес кислорода не как 16, а как 8, поэтому в формулах Купера было в два раза больше атомов кислорода, чем у Кекуле. Наконец, Купер в своих формулах использовал между атомами пунктирные линии или же тире, которые по внешнему виду похожи на стиль более поздних формул. В этом отношении, его работа, вероятно, повлияла на ранние структуры теоретиков Александра Михайловича Бутлерова и Александра Крум Брауна.

## Внешние ссылки
- Couper, A. S. (1858). "On a New Chemical Theory". Philosophical Magazine 16: 104–116.- See also Alembic Club Reprint #21, On a New Chemical Theory and Researches on Salicylic Acid.
- Encyclopædia Britannica article
- Chemical Achivers